# Агриппина (постановка)
«Агриппи́на» — постановка написанной в 1709 году одноимённой оперы-сериа Георга Фридриха Генделя на либретто кардинала Винченцо Гримани. Осуществлена режиссёром Софьей Сираканян и балетмейстером Еленой Мариниченко на сцене Северо-Осетинского театра оперы и балета в 2012 году в форме двухактной оперы-драмы. Автор драматической адаптации либретто и стихотворного текста — Ася Волошина.
В постановке разделены драматическое действие и оперное пение, для чего введены отсутствующие в оригинальном сюжете олимпийские божества. Именно боги поют оригинальные арии на итальянском языке. Драматические актёры декламируют стихотворный текст на русском языке. Некоторые сцены дополнены балетными номерами. Дирижёр и оркестр, согласно решению создателей, располагаются на сцене. Условность изображения «земного» Рима компенсируется красотой декораций, изображающих обиталище богов, их костюмов, роскошно расписанным куполом.
Постановка рассказывает о событиях, происходивших в I веке нашей эры в Риме. Основная идея сюжета, заключающаяся в том, что в борьбе за власть всегда присутствуют коварство и хитрость, а в борьбе за любовь — верность и преданность, актуальна с древних времён до настоящего времени. Премьерные показы состоялись в июне 2012 года во Владикавказе. В марте 2013 года состоялся внеконкурсный показ на фестивале «Золотая маска» в Москве. Показы прошли также в Сочи и Краснодаре.

## История оперы-первоисточника
Как утверждал первый биограф Георга Фридриха Генделя Джон Манаринг, опера была начата композитором в ноябре 1709 года (сразу после прибытия в Венецию) и окончена в течение трёх недель. Создавая «Агриппину», Гендель многое позаимствовал и из собственного раннего творчества, и из произведений своих коллег, например, Жана-Батиста Люлли, Арканджело Корелли и Райнхарда Кайзера. Несмотря на то, что такие заимствования были свойственны и самому Генделю, и другим композиторам той эпохи в целом, «Агриппину» выделяет их исключительная многочисленность: в ариях специалисты обнаруживают до 85 % переработанных заимствований. Считается, что авторство либретто принадлежит кардиналу Гримани. Однако существует мнение, что оно не было написано именно кардиналом специально для этой оперы, а лишь составлено на основе других его произведений.
26 декабря 1709 года опера была показана в венецианском театре Сан-Джованни-Кризостомо в качестве спектакля, открывающего карнавальный сезон 1709—1710 годов, специально для которого она и была написана. В первый сезон опера была с восторгом принята зрителями и имела экстраординарное для того времени количество показов — 27. В наши дни считается одним из шедевров композитора. В первой четверти XVIII века (1713—1724) «Агриппину» ставили в Неаполе, Гамбурге и Вене. С середины XVIII века по 1920 год, как и все остальные оперы Генделя, находилась в забвении. Возродившийся интерес к оперному творчеству композитора дал новую театральную жизнь его произведениям в Западной Европе и США. Первая постановка XX века состоялась в 1943 году на родине Генделя в городе Галле. В России его оперы известны меньше, несмотря на то, что в целом творчество Генделя было в центре внимания специалистов.

## Сюжет постановки
Постановка рассказывает о событиях, происходивших в I веке н. э. в Риме. Находящиеся на мифическом Олимпе, в мире «небесном», боги и богини «в целях собственного развлечения» наблюдают за людьми, выбирают себе среди них подопечных и «фаворитов», а иногда и играют с их чувствами и амбициями.
Агриппина получает сообщение о гибели её супруга — римского императора Клавдия. Ею овладевает стремление обеспечить занятие освободившегося трона Нероном, её сыном от первого брака. В достижении этой цели ей оказывают помощь сенаторы Нарцисс и Паллант. Также она рассчитывает на благосклонность Минервы — богини мудрости. Меркурий сообщает, что император не утонул, а остался в живых, будучи спасён храбрецом Оттоном, и в благодарность планирует назначить спасителя престолонаследником.
Агриппина не хочет отказываться от задуманного и, пустив в ход женские чары, коварство и хитрость, подключает к начатой интриге влюблённую в Оттона и любимую им Поппею. Её также страстно жаждет Клавдий. Императрице удаётся внушить тоскующей Поппее, что в обмен на трон Оттон согласился отдать её Клавдию. Агриппина предлагает девушке план мести, согласно которому Поппея говорит императору, что встречаться с ним ей запретил Оттон. Месть удаётся: пришедший в ярость Клавдий собирается наказать Оттона. Отныне вместо Венеры покровительствовать Поппее будет Диана — богиня охоты.
Оттона приводят в отчаяние жёсткие публичные обвинения Клавдия. Однако, встретившись с Поппеей благодаря помощи Амура (бога любви), Оттон раскрывает хитрую задумку Агриппины. Несмотря на это, императрице удаётся получить от мужа обещание сделать престолонаследником именно Нерона. Поппея задумывает ответный план мести Агриппине. К себе в покои она приводит желающего её Нерона. Пришедшему следом Клавдию она рассказывает, что настоящим соперником императора является его пасынок, а не Оттон, и подтверждает слова делом, раскрыв дрожащего Нерона. На Агриппину и её сына обрушивается весь гнев Клавдия.
На Капитолии начинается всеобщий сбор, в котором принимают участие и все боги, спустившиеся для этого с Олимпа. Агриппина находит себе оправдание, рассказав о том, что якобы всего лишь желала сохранить престол императора во время его отсутствия. Она получает прощение мужа, а также его решение объявить Нерона престолонаследником. Также Клавдий объявляет, что состоится бракосочетание Оттона и Поппеи. Все счастливы.

## История, описание
По утверждению худрука Северо-Осетинского театра Ларисы Гергиевой, она долго вынашивала идею познакомить российских зрителей с этой оперой. Ведь, по её мнению, до владикавказской постановки эта опера в России никогда не ставилась. Однако Татьяна Плахотина в журнале «Музыкальная жизнь» указывала, что единственное (до 2012 года) исполнение оперы в России было осуществлено в 1996 году в Московской консерватории Коллегией старинной музыки.
Драматическую адаптацию либретто и стихотворный текст для Северо-Осетинского театра написала Ася Волошина. Постановку произвела режиссёр Софья Сираканян, которая, по её словам, несмотря на отдалявшее от первоисточника введение новых персонажей, текста и оркестровки, пыталась сохранить дух и эстетику эпохи барокко, позволив при этом себе традиционный барочный приём: свободную интерпретацию. Как утверждал дирижёр Евгений Кириллов, он пытался донести до слушателей гениальную музыку Генделя, опираясь на современные образцы её исполнения и внимательно относясь к первоисточнику, одновременно учитывая условия театра, препятствовавшие аутентичному исполнению.
Премьерные показы оперы-драмы состоялись 3 и 4 июня 2012 года во Владикавказе на сцене государственного театра оперы и балета Северной Осетии в рамках международного фестиваля искусств «В гостях у Ларисы Гергиевой». Постановка имела успех у зрителей. В этих двух показах приняли участие два состава исполнителей. Состоит из двух актов; продолжительность спектакля составляет 1 час 50 минут. В постановке совместно участвовали труппы Северо-Осетинского театра оперы и балета и Академического русского театра имени Е. Вахтангова, а также представители Академии молодых певцов Санкт-Петербургского Мариинского театра.
11 марта 2013 года постановка была показана на сцене Российского молодёжного театра в рамках программы «Маска Плюс» фестиваля «Золотая маска». По окончании спектакля зрители долго не отпускали актёров со сцены, благодаря их цветами и овациями. Как сообщала об этой постановке пресс-служба постпредства Северной Осетии при Президенте РФ, в этой драме сплелись комическое и трагическое, тайны и интриги, власть и любовь, лесть и искренность. В диссертации Марии Кошелевой эта постановка отнесена к пародийным спектаклям.
5 октября 2013 года постановка должна была быть показана на сцене Зимнего театра города Сочи. В феврале 2015 года постановка была показана в Краснодаре в рамках II фестиваля оперного искусства. В феврале 2018 года, после почти шестилетнего перерыва, показ постановки на сцене Северо-Осетинского театра оперы и балета был возобновлён. Зрители вновь благодарили артистов цветами и овациями. По состоянию на 11 августа 2022 года в репертуаре театра постановка отсутствовала.

## Авторы и участники постановки
| Роль                                         | Исполнитель        |
| -------------------------------------------- | ------------------ |
| Режиссёр                                     | Софья Сираканян    |
| Композитор                                   | Георг Гендель      |
| Либретто                                     | Винченцо Гримани   |
| Сценическая версия                           | Софья Сираканян    |
| Драматическая адаптация и стихотворный текст | Ася Волошина       |
| Оркестровая редакция                         | Евгений Петров     |
| Оркестровая редакция                         | Елизавета Панченко |
| Дирижёр                                      | Евгений Кириллов   |
| Сценограф                                    | Юрий Сучков        |
| Художник по костюмам                         | Ольга Ростроста    |
| Художник по свету                            | Алла Халлаева      |
| Балетмейстер                                 | Елена Мариниченко  |
| Концертмейстер                               | Юлия Коротич       |
| Концертмейстер                               | Мадина Пшихачева   |
| Концертмейстер                               | Зарина Гетоева     |
| Концертмейстер                               | Ирина Тедеева      |

| Роль          | Исполнитель            |
| ------------- | ---------------------- |
| Минерва       | Фариза Кацоева         |
| Минерва       | Мария Соловьёва        |
| Венера        | Мария Баянкина         |
| Амур          | Елена Скалдина         |
| Амур          | Елизавета Захарова     |
| Диана         | Ольга Пудова           |
| Диана         | Анастасия Перепускова  |
| Диана         | Вероника Сергиеня      |
| Юпитер        | Юрий Евчук             |
| Меркурий      | Дмитрий Фёдоров        |
| Меркурий      | Алексей Шаповалов      |
| Агриппина     | Наталья Серёгина       |
| Поппея        | Мария Федорович        |
| Клавдий       | Антон Тогоев           |
| Нерон         | Амир Рахимов           |
| Паллант       | Юрий Хафизов           |
| Нарцисс       | Филипп Разенков        |
| Оттон         | Алан Тогоев            |
| Артист балета | Тамара Дзасохова       |
| Артист балета | Виолетта Магометханова |
| Артист балета | Казбек Шанаев          |
| Артист балета | Георгий Алборов        |
| Артист балета | Георгий Еналдиев       |

## Оформление, костюмы, декорации, реквизит
Земной мир Древнего Рима изображён весьма условно: каменные ступени римского форума имитированы широкой белой лестницей, софа накрыта бархатным покрывалом, ширма изображает терракотовую стену, телесно-бежевого цвета одежды действующих лиц пошиты в стиле римских туник. Оркестр с дирижёром, по задумке авторов, были сознательно размещены непосредственно на сцене. На подмостках расположился уходящий под самые колосники, сотканный из клубящихся облаков, призванный изображать небесный мир мифического Олимпа грот, где под роскошно расписанным куполом возрожденческого собора разместились античные боги.
Боги ярко гримированы, одеты в необычные головные уборы и гротесковые, бравурно-комедийные карнавальные костюмы. Детали одежд богов позволяют легко определить их предназначение, покрой — причудлив, а цветовая гамма — хороша. Образ Венеры, намекающий на знаменитое полотно «Рождение Венеры» Боттичелли и свидетельствующий о полном переосмыслении соответствующего мифа, был создан белоснежным (цвета морской пены) париком, узким прозрачным изумрудного цвета платьем длиной до пола с волнистым шлейфом и пристёгнутой к спине артистки гигантской раковиной-жемчужницей. Безо всякой вульгарности и грубости Венера кажется раздетой благодаря разрезам и эротичной игре с белой тканью. Образ Дианы был представлен гигантскими оленьими рогами на голове актрисы, брючным костюмом ярко-красного цвета и действенной активностью на сцене. Меркурий был уподоблен кастрату Фаринелли, чему способствовали характерная мушка на лице и нарочито театральные камзол и треуголка. Амур пластично летал по сцене в белом костюме с ангельскими крылышками.

## Рецензии, отзывы, критика
По мнению оперного критика и театроведа Татьяны Платохиной, уже на стадии замысла проект был уникальным, а просмотренная на премьерном показе постановка показалась ей прекрасной. Игру осетинских артистов было невозможно отличить от игры столичных артистов, что свидетельствовало о повышении уровня осетинской оперы. Популярный когда-то в музыкальных театрах приём купирования барочных речитативов был доведён, с целью доступного разъяснения зрителю тонкостей и нюансов античного сюжета, до написания полностью новой драматургической основы спектакля. При этом изображающие находящихся в небесном мире богов оперные певцы пели оригинальные арии на итальянском языке, а драматические актёры, играющие находящихся в обычном мире персонажей-людей, произносили поэтически стилизованный текст на русском языке. Смысловой концепт «двоемирия» был воплощён разделением и сцены, и действия на мир богов и мир людей. Плахотина отметила различие двух воплощений Минервы (Фаризы Кацоевой и Марии Соловьёвой), привлекательность воплощённого Вероникой Сергиеней образа Дианы, трогательность воплощённого Еленой Скалдиной и Елизаветой Захаровой образа ангелочка Амура, потрясающую мимику и разнообразие вокальных красок Меркурия (Дмитрий Фёдоров и Алексей Шаповалов). Главным украшением спектакля Плахотина сочла Марию Баянкину в роли Венеры. Особо отмечены работа дирижёра и игра оркестра.
Театральный критик Марина Нестьева в журнале «Музыкальная академия» отметила крайнюю условность обстановки, в которой были разыграны взаимоотношения богов и людей, поведение которых оказалось максимально сближенным. Присущая барочной музыке умеренная динамика звукоизвлечения достигнута за счёт нахождения оркестра на сцене, но тем же самым приведена к некоторому глушению звука занавесом, разделяющим миры людей и богов. Несмотря на некачественность музыкальных инструментов и отсутствие у музыкантов опыта исполнения в барочной стилистике, дирижёр Кириллов при помощи двух петербургских композиторов справился с возложенной на него сложной задачей и доказал способность овладения искусством барочной оперы. Логичное и остроумное пространственное решение сцены, определённое режиссёром Сираканян, позволило решить неимоверно сложную задачу взаимодействия певцов с драматическими актёрами. Решения воплощённых на сцене образов индивидуально продуманы, чему способствовала работа художников. Впечатляют декорация мира богов, их костюмы и котурны, их связи с пластикой движений. Видна тщательность работы режиссёра и с опытными артистами драмы, и с молодыми певцами. Достижением спектакля является одна из его основных составляющих — уверенное и свободное пение молодых оперных певцов в непростой стилистике генделевской юбиляционной техники, являющееся плодотворным результатом вменённого Ларисой Гергиевой обязательного изучения старинной музыки. Не всегда удачно подключаемый к происходящему, балет обогащает зрительный ряд в сценах, повторяющих жесты и позы с древних фресок. Идея извечности присутствия коварства и хитрости в борьбе за власть, а верности и преданности — в борьбе за любовь, делает спектакль актуальным. В целом же постановка, по словам критика, удалась и достойна показа на столичных сценах.
По мнению театрального критика Александра Матусевича, выбранный для первой, после сорокалетнего отсутствия, презентации северо-осетинской оперы на московской сцене спектакль имел странный формат. Показанная «опера-драма» имела мало общего с редкой, способной вызвать повышенный интерес, оперой Генделя. В крайнем случае, она могла считаться «музыкально-драматической композицией по мотивам». В лучших традициях музыкальной комедии Волошина переписала либретто кардинала Гримани в совершенно другую пьесу, где вокалу и музыке отведена вовсе не главная роль. Сокращённый камерный оркестр не слишком слаженно озвучивал фрагменты партитуры оригинальной оперы. Шестеро профессиональных певцов пели арии без перевода, на итальянском языке, изображая не предусмотренных в оригинале римских богов. При этом на высоте было вокальное исполнение только у двух представительниц Академии молодых певцов Санкт-Петербургского Мариинского театра. В целом вокальная и инструментальная музыка Генделя произвели впечатление необязательного антуража вокруг основного действия. Прописанные Волошиной персонажи (как, впрочем, и у Гримани) не похожи на исторических прототипов и представлены несерьёзными, безобидными интриганами. Однако игра драматических актёров отлична. Художник Юрий Сучков оформил сцену в виде аллюзии на барочный театр, чему способствовало изобилие облаков из картона. Художник по костюмам Ольга Ростроста смешала костюмы античной и барочной эпох. Часть персонажей (в первую очередь боги) обуты в котурны. Перерывы между драматическими сценами с «генделевскими проигрышами» призваны оживлять балетные пары в белых трико и туниках.
По мнению театрального критика Ларисы Барыкиной, постановка генделевской «Агриппины» свидетельствовала о стремлении Владикавказского Театра оперы и балета покинуть провинциальные рамки и ворваться в общероссийский контент. Для реализации столь сложной постановки барочной эпохи было предпринято объединение двух местных трупп с молодёжью Мариинского театра. Была сочинена новая пьеса смешанного жанра, где к оригинальному сюжету, разыгрываемому драматическими актёрами, были добавлены исполняемые оперными певцами античные боги, которые, наблюдая за развитием сюжета, поют прекрасные арии на итальянском языке. Сдвоенная конструкция постановки удерживалась двумя стержнями: Натальей Серёгиной в роли Агриппины и Марией Баянкиной в роли Венеры.

## Комментарии
1. ↑  По выражению критика Т. Плахотиной[12]
2. ↑  Пресс-служба постпредства Северной Осетии при Президенте РФ[13]